# 兴隆连蕊芥
兴隆连蕊芥（学名：Synstemon petrovii var. xinglonicus）为十字花科连蕊芥属下的一个变种。

## 扩展阅读
- 維基物種上的相關：兴隆连蕊芥